# Janet Blair
Janet Blair est une actrice et chanteuse américaine, de son vrai nom Martha Jane Lafferty, née à Altoona (Pennsylvanie, États-Unis) le 23 avril 1921, morte à Los Angeles (Californie, États-Unis) le 19 février 2007.

## Biographie
Née Martha Janet Lafferty, son père dirige une chorale et chante des solos dans l'église ; sa mère joue du piano et de l'orgue. Elle a un frère, Fred, et une sœur, Louise.

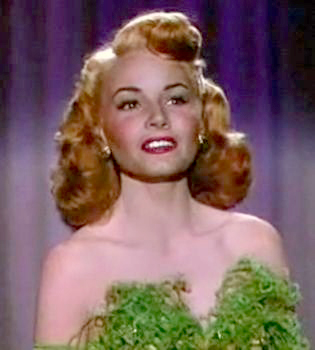
Dans Cette nuit et toujours (1945)

Sous le pseudonyme de Janet Blair (d'après son comté de naissance), elle débute au cinéma en 1941, participant à quatorze films américains jusqu'en 1948 ; trois de ses plus connus, durant cette période, sont la comédie Ma sœur est capricieuse (1942), avec Rosalind Russell, le film musical Cette nuit et toujours (1945), avec Rita Hayworth, et le film noir Les Liens du passé (1948), avec Franchot Tone. Ultérieurement, elle ne contribue qu'à cinq films, disséminés entre 1957 et 1976 (dont un film d'horreur britannique en 1962, Brûle, sorcière, brûle !).
À partir de 1948, elle se tourne surtout vers la télévision et participe à de nombreux shows, à quatre téléfilms, et à des séries, la dernière (Arabesque) en 1991. Mentionnons son rôle de Betty Smith, dans les trente-neuf épisodes de la série Ah ! Quelle famille (1971-1972).
Étant actrice et chanteuse, Janet Blair collabore au théâtre à deux comédies musicales à succès, South Pacific (de 1950 à 1953, en tournée aux États-Unis, dans le rôle de Nellie Forbusch), puis Bells Are Ringing (de fin 1957 à 1958, lors de la première présentation à Londres, dans le rôle d’Ella Peterson). À Broadway (New York), elle ne joue qu'une seule fois, dans la pièce A Girl can tell, en 1953.

### Vie privée
Janet Blair s'est mariée deux fois : 
- De 1943 à 1950 avec le chef d'orchestre Louis Ferdinand Busch. Ils s'étaient rencontrés quatre ans plus tôt lorsque Janet chantait pour le groupe de Hal Kemp ; Busch était le pianiste de Kemp.
- De 1952 à 1971 avec le producteur de télévision Nick Mayo, avec qui elle aura deux enfants, Andrew et Amanda.

## Filmographie

### Cinéma (intégrale)
- 1941 : Three Girls about Town de Leigh Jason
- 1942 : Blondie Goes to College (en) de Frank R. Strayer
- 1942 : Broadway de William A. Seiter

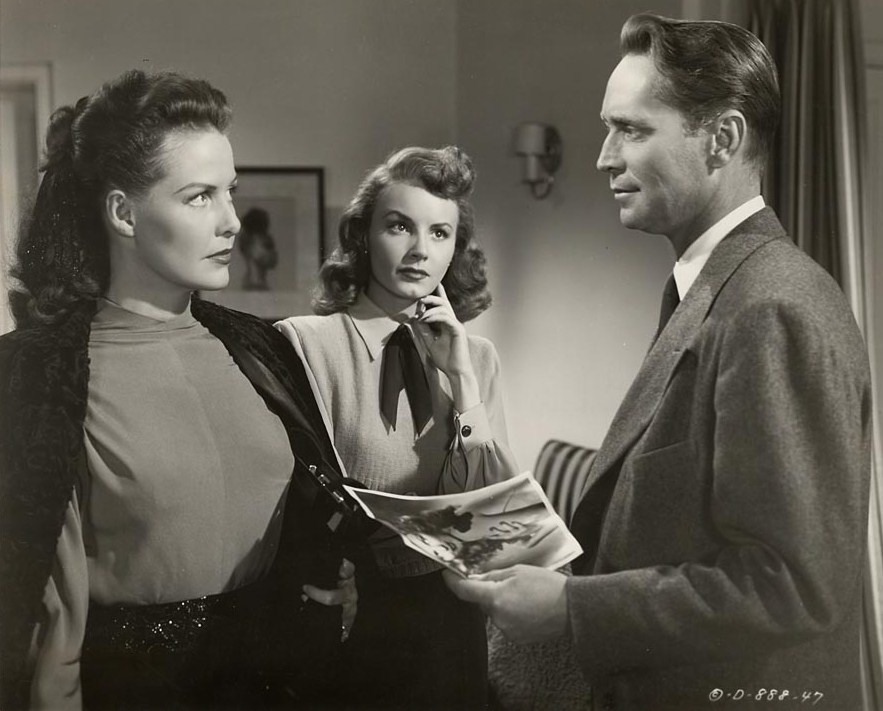
De gauche à droite : Janis Carter, Janet Blair et Franchot Tone, dans Les Liens du passé (1948)

- 1942 : Two Yanks in Trinidad de Gregory Ratoff
- 1942 : Ma sœur est capricieuse (My Sister Eileen) d'Alexander Hall
- 1943 : En bordée à Broadway (Something to Shout About) de Gregory Ratoff
- 1944 : Étrange histoire (Once Upon a Time) d'Alexander Hall
- 1945 : Cette nuit et toujours (Tonight and Every Night) de Victor Saville
- 1946 : Les Belles Marinières (Tars and Spars) d'Alfred E. Green
- 1946 : Ses premières ailes (Gallant Journey) de William A. Wellman
- 1947 : The Fabulous Dorseys d'Alfred E. Green
- 1948 : Bien faire... et la séduire (The Fuller Brush Man) de S. Sylvan Simon
- 1948 : La Flèche noire (The Black Arrow) de Gordon Douglas
- 1948 : Les Liens du passé (I love Trouble) de S. Sylvan Simon
- 1957 : Un pigeon qui pige (en) (Public Pigeon No. One) de Norman Z. McLeod
- 1962 : Brûle, sorcière, brûle ! (Night of the Eagle) de Sidney Hayers (film britannique)
- 1962 : Garçonnière pour quatre (Boys' Night Out) de Michael Gordon
- 1968 : The One and Only, Genuine, Original Family Band de Michael O'Herlihy
- 1976 : Won Ton Ton, le chien qui sauva Hollywood (Won Ton Ton, the Dog who saved Hollywood) de Michael Winner

### Télévision (sélection)
Séries, sauf mention contraire

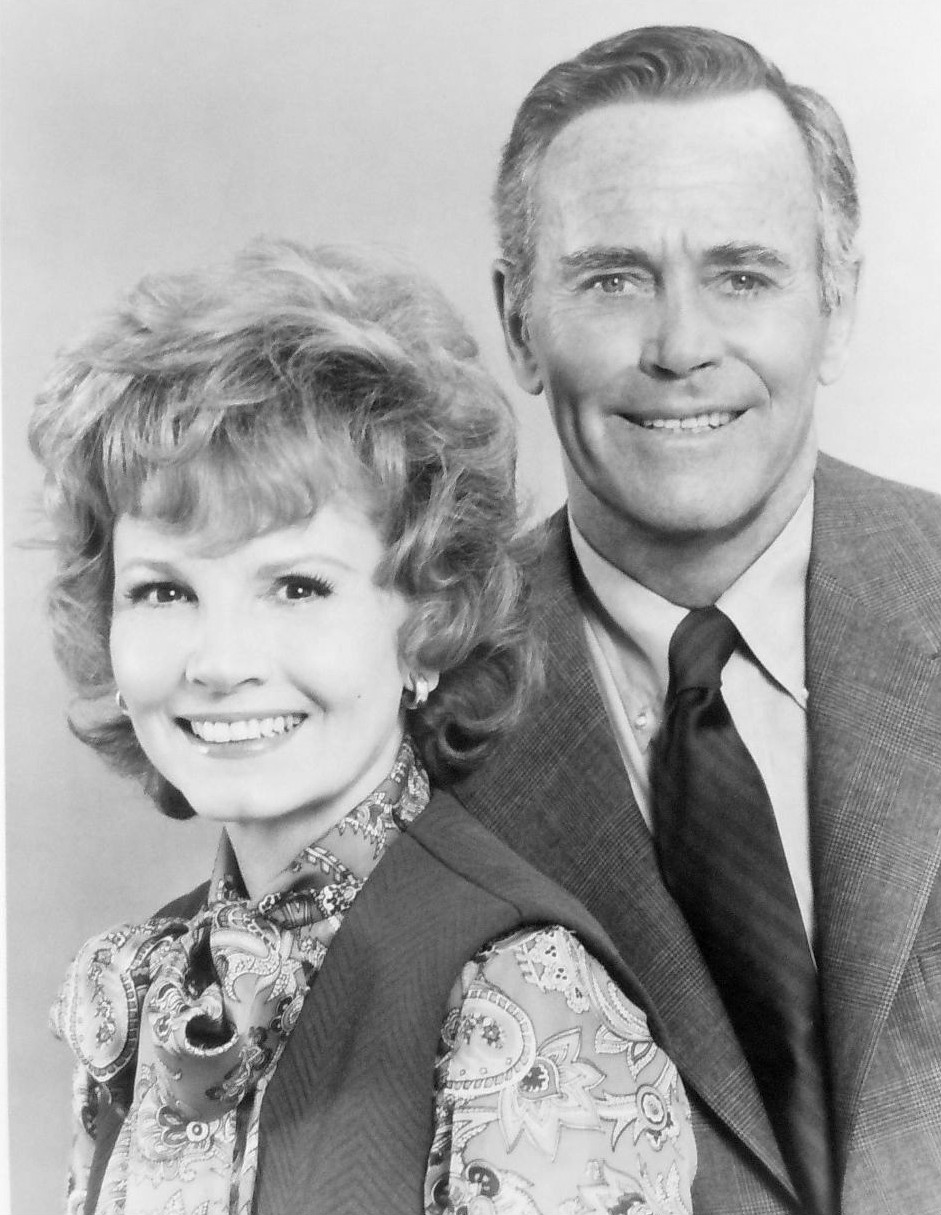
Avec Henry Fonda, dans Ah ! quelle famille (photo promotionnelle, 1970)

- 1955 : One Touch of Venus, téléfilm de George Schaefer
- 1956 : Le Choix de... (Screen Directors Playhouse), épisode 28 Every Man had Two Wives de Lewis Allen
- 1960 : Around the World with Nellie Bly, téléfilm de Barry Shear
- 1963 : Première série Au-delà du réel (Out of Limits), Saison 1, épisode 13 Attraction pour touristes (Tourist Attraction) de László Benedek
- 1963-1964 : Première série L'Homme à la Rolls (Burke's Law), Saison 1, épisode 11 Who killed Purity Mather ? (1963) de Walter Grauman ; Saison 2, épisode 11 Who killed Merlin the Great ? (1964) de Richard Kinon
- 1970-1973 : Docteur Marcus Welby (Marcus Welby, M.D.), Saison 1, épisode 17 The Legacy (1970) de Daniel Petrie ; Saison 4, épisode 24 The Tortoise Dance (1973)
- 1971-1972 : Ah ! Quelle famille (The Smith Family), 2 saisons, 39 épisodes (rôle féminin principal de Betty Smith)
- 1977 : Switch, Saison 3, épisode 7 Go for Broke
- 1980 : L'Île fantastique (Fantasy Island), Saison 3, épisode 17 Play Girl / Smith's Valhalla
- 1982 : Première série La croisière s'amuse (The Love Boat), Saison 6, épisode 5 Un vague amour (Command Performance / Hyde and Seek / Sketchy Love)
- 1991 : Arabesque (Murder, she wrote), Saison 7, épisode 14 Qui a tué Jessica ? (Who killed J.B. Fletcher ?) de Walter Grauman

## Théâtre (sélection)
- 1950-1953 : South Pacific, comédie musicale, musique de Richard Rodgers, lyrics d'Oscar Hammerstein II, livret d'Oscar Hammerstein II et Joshua Logan, mise en scène et chorégraphie de Joshua Logan, costumes de Motley et Dorothy Jeakins, orchestrations de Robert Russell Bennett (rôle féminin principal de Nellie Forbusch, en tournée aux États-Unis) (adaptée au cinéma en 1958)
- 1953 : A Girl can tell, pièce de (et mise en scène par) F. Hugh Herbert (à Broadway, New York)
- 1957-1958 : Bells Are Ringing, comédie musicale, musique de Jule Styne, lyrics et livret de Betty Comden et Adolph Green, mise en scène de Jerome Robbins, chorégraphie de Jerome Robbins et Bob Fosse, décors et costumes de Raoul Pène Du Bois, orchestrations de Robert Russell Bennett, avec George Gaynes (rôle féminin principal d’Ella Peterson ; création britannique, à Londres) (adaptée au cinéma en 1960)